# El triunfo de Clelia (Gluck)
El triunfo de Clelia (título original en italiano, 
Il trionfo di Clelia) es una ópera en italiano con música de Christoph Willibald Gluck sobre un libreto de Pietro Metastasio. 

## Historia

### Antecedentes
Il trionfo di Clelia es el libreto número vigésimo quinto de los 27 que escribió Metastasio, situándose entre  Nitteti (1756) y  Rómulo y Hersilia  (1765). Las fuentes a las que acudió Metastasio para componer El triunfo de Clelia fueron los trabajos de los historiadores latinos Tito Livio, Plutarco, Lucio Anneo Floro y Aurelio Víctor; así como del griego Dionisio de Halicarnaso.
El compositor alemán Johann Adolph Hasse (Hamburgo, 1699 – Venecia, 1783) musicó el texto de Metastasio, cantado en italiano y dividido en tres actos, cuyo estreno, con motivo del nacimiento de dos nietos de la Emperatriz María Teresa I de Austria, los archiduques José e Isabel, tuvo lugar el 27 de abril de 1762 en el Burgtheater de Viena. 

### Representaciones
Gluck compuso esta ópera con motivo de la inauguración del Teatro Comunal de Bolonia el 14 de mayo de 1763. No se volvió a representar hasta el año 2001, cuando fue interpretada en Lugo (Italia). Gluck habría preferido musicar alguna otra obra de Metastasio, especialmente La olimpiada, pero los comitentes preferían una obra que diera lugar a más efectos especiales (combate de Horacio sobre un puente o la travesía del Tíber a caballo por el rol titular). La obra no conquistó al público, salvo algunas arias, y hubo sólo unas pocas repeticiones más en Bolonia, antes del abandono total. El descubrimiento de una copia de la partitura en 1904, en un monasterio austriaco, pasó desapercibida.

## Personajes
| Personaje                                                                    | Tesitura           | Reparto el 14 de mayo de 1763 Director : Luca Visconti |
| ---------------------------------------------------------------------------- | ------------------ | ------------------------------------------------------ |
| Clelia (joven patricia romana prometida de Orazio)                           | soprano            | Maria Antonia Girelli-Aguilar                          |
| Porsena (rey etrusco)                                                        | tenor              | Giuseppe Luigi Tibaldi                                 |
| Larissa (hija de Porsena, prometida de Tarquinio y amante secreta de Mannio) | soprano            | Cecilia Grassi                                         |
| Mannio (príncipe etrusco amante secreto de Larissa)                          | contralto castrato | Gaetano Ravanni                                        |
| Tarquinio (depuesto rey de Roma y enamorado de Clelia)                       | soprano castrato   | Giovanni Toschi                                        |
| Orazio (embajador romano y prometido de Clelia)                              | contralto castrato | Giovanni Manzuoli (Succianoccioli)                     |

 Clavicémbalo: Antonio Maria Mazzoni

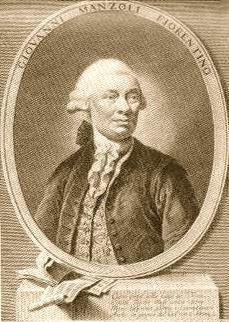
El castrato Giovanni Manzuoli (1878).

Escenografía: Antonio Galli Bibiena

## Argumento
Cuando el rey de Roma, Tarquinio el Soberbio, fue derrocado en el año 459 a C, pidió ayuda a su compatriota y amigo el rey etrusco Porsena, que se dispuso a sitiar Roma al frente de su poderoso ejército.
Al cabo de unos meses la situación de la ciudad era desesperada, por lo que las autoridades romanas propusieron una tregua al enemigo: los etruscos permitirían a los sitiados salir de la ciudad en busca de comida a cambio de 100 vírgenes romanas.
Cuando Porsena, que aceptó el tratado, se dispuso a llevarse a las prisioneras, una de las muchachas llamada Clelia escapó del grupo y cruzó a nado, con tran riesgo de su vida, el río Tíber entrando de nuevo en la Urbe.
El rey etrusco, indignado, mandó un ultimátum a Roma para que entregase a la virgen. Las autoridades, ante el temor de un redoblado asedio, aceptaron la entrega de Clelia a Porsena, pero éste, admirado de la valentía y el amor por su patria de la muchacha, lejos de matarla o castigarla, se enamoró de ella. 
Y así, una vez que la bella y virtuosa Clelia se convirtió en esposa de Porsena, instó a su esposo a que levantara el sitio de la ciudad y liberara a todas las cautivas. Por su parte, Roma agradeció los esfuerzos de Clelia y, en su recuerdo, erigió una estatua ecuestre de bronce en la Vía Máxima.

## Influencia
Metastasio tuvo gran influencia sobre los compositores de ópera desde principios del siglo XVIII a comienzos del siglo XIX. Los teatros de más renombre representaron en este período obras del ilustre italiano, y los compositores musicalizaron los libretos que el público esperaba ansioso. El triunfo de Clelia fue, sin embargo, una de las menos utilizadas por los compositores de la época, pues sólo fueron doce las versiones que se hicieron de ella.